# Jannatbū
Jannatbū (persiska: گَنِهبو, Ganehbū, گنه بو, جنت بو, گنه وا) är en ort i Iran.   Den ligger i provinsen Kurdistan, i den nordvästra delen av landet, 400 km väster om huvudstaden Teheran. Jannatbū ligger 1 724 meter över havet och antalet invånare är 561.
Terrängen runt Jannatbū är huvudsakligen kuperad. Jannatbū ligger nere i en dal. Runt Jannatbū är det ganska tätbefolkat, med 144 invånare per kvadratkilometer. Närmaste större samhälle är Shūyesheh, 10,8 km sydväst om Jannatbū. Trakten runt Jannatbū består i huvudsak av gräsmarker.